# Patryja (893 m)
Patryja (894 m) – szczyt wznoszący się na granicy miejscowości Podszkle i Harkabuz (obydwie w województwie małopolskim, w powiecie nowotarskim). Znajduje się w zakończeniu grzbietu odchodzącego na południowy zachód od Wielkiego Działu. Stoki Patryji opadają do doliny Podszklanki (Bukowińskiego Strumyka) oraz dwóch jego dopływów. Wszystkie te potoki znajdują się w zlewisku Morza Czarnego.
W regionalizacji fizycznogeograficznej Polski według Jerzego Kondrackiego zaliczany do Beskidu Orawsko-Podhalańskiego, w nowszej regionalizacji z 2018 roku do Pogórza Orawsko-Jordanowskiego. Patryja jest porośnięta lasem, ale w dolnej części jej stoków znajdują się liczne polany. Nie prowadzi przez nią żaden znakowany szlak turystyczny.